# Rytigynia pseudolongicaudata
Rytigynia pseudolongicaudata là một loài thực vật thuộc họ Rubiaceae. Đây là loài đặc hữu của Tanzania.